# Kuenburgia bifurcata
Kuenburgia bifurcata är en tvåvingeart som beskrevs av Nakayama 2008. Kuenburgia bifurcata ingår i släktet Kuenburgia och familjen puckelflugor. Inga underarter finns listade i Catalogue of Life.